# Grand Prix automobile d'Allemagne 1974
Résultats du Grand Prix d'Allemagne de Formule 1 1974 qui a eu lieu sur le Nürburgring le 4 août 1974.

## Classement
| Pos  | N° | Pilote               | Écurie            | Tours | Temps/Abandon     | Grille | Points |
| ---- | -- | -------------------- | ----------------- | ----- | ----------------- | ------ | ------ |
| 1    | 11 | Clay Regazzoni       | Ferrari           | 14    | 1 h 41 min 35 s 0 | 2      | 9      |
| 2    | 3  | Jody Scheckter       | Tyrrell-Ford      | 14    | + 50 s 7          | 4      | 6      |
| 3    | 7  | Carlos Reutemann     | Brabham-Ford      | 14    | + 1 min 23 s 3    | 6      | 4      |
| 4    | 1  | Ronnie Peterson      | Lotus-Ford        | 14    | + 1 min 24 s 2    | 8      | 3      |
| 5    | 2  | Jacky Ickx           | Lotus-Ford        | 14    | + 1 min 25 s 0    | 9      | 2      |
| 6    | 16 | Tom Pryce            | Shadow-Ford       | 14    | + 2 min 18 s 1    | 11     | 1      |
| 7    | 9  | Hans-Joachim Stuck   | March-Ford        | 14    | + 2 min 58 s 7    | 20     |        |
| 8    | 17 | Jean-Pierre Jarier   | Shadow-Ford       | 14    | + 3 min 25 s 9    | 18     |        |
| 9    | 26 | Graham Hill          | Lola-Ford         | 14    | + 3 min 26 s 4    | 19     |        |
| 10   | 15 | Henri Pescarolo      | BRM               | 14    | + 4 min 17 s 7    | 24     |        |
| 11   | 18 | Derek Bell           | Surtees-Ford      | 14    | + 5 min 17 s 7    | 25     |        |
| 12   | 8  | Carlos Pace          | Brabham-Ford      | 14    | + 6 min 26 s 3    | 17     |        |
| 13   | 10 | Vittorio Brambilla   | March-Ford        | 14    | + 8 min 43 s 1    | 23     |        |
| 14   | 32 | Ian Ashley           | Token Racing-Ford | 13    | + 1 tour          | 20     |        |
| 15   | 33 | Mike Hailwood        | McLaren-Ford      | 12    | Accident          | 12     |        |
| Abd. | 19 | Jochen Mass          | Surtees-Ford      | 10    | Moteur            | 13     |        |
| Abd. | 24 | James Hunt           | Hesketh-Ford      | 10    | Boîte de vitesses | 10     |        |
| Abd. | 4  | Patrick Depailler    | Tyrrell-Ford      | 5     | Accident          | 5      |        |
| Abd. | 20 | Arturo Merzario      | Iso Marlboro-Ford | 5     | Accélérateur      | 16     |        |
| Abd. | 14 | Jean-Pierre Beltoise | BRM               | 4     | Alimentation      | 15     |        |
| Abd. | 22 | Vern Schuppan        | Ensign-Ford       | 4     | Boîte de vitesses | 22     |        |
| Abd. | 5  | Emerson Fittipaldi   | McLaren-Ford      | 2     | Suspension        | 3      |        |
| Abd. | 21 | Jacques Laffite      | Iso Marlboro-Ford | 2     | Suspension        | 21     |        |
| Abd. | 28 | John Watson          | Brabham-Ford      | 1     | Suspension        | 14     |        |
| Abd. | 12 | Niki Lauda           | Ferrari           | 0     | Accident          | 1      |        |
| Abd. | 6  | Denny Hulme          | McLaren-Ford      | 0     | Accident          | 7      |        |
| Nq.  | 37 | François Migault     | BRM               |       | Non qualifié      |        |        |
| Nq.  | 23 | Tim Schenken         | Trojan-Ford       |       | Non qualifié      |        |        |
| Nq.  | 27 | Guy Edwards          | Lola-Ford         |       | Non qualifié      |        |        |
| Nq.  | 30 | Larry Perkins        | Amon-Ford         |       | Non qualifié      |        |        |
| Nq.  | 30 | Chris Amon           | Amon-Ford         |       | Non qualifié      |        |        |
| Nq.  | 25 | Howden Ganley        | Maki-Ford         |       | Non qualifié      |        |        |

Légende :
- Abd.=Abandon.

## Pole position et record du tour
- Pole position : Niki Lauda en 7 min 00 s 8 (vitesse moyenne : 195,356 km/h).
- Tour le plus rapide : Jody Scheckter en 7 min 11 s 1 au 11e tour (vitesse moyenne : 190,689 km/h).

## Tours en tête
- Clay Regazzoni : 14 (1-14)

## À noter
- 2e victoire pour Clay Regazzoni.
- 52e victoire pour Ferrari en tant que constructeur.
- 52e victoire pour Ferrari en tant que motoriste.
- 35e et dernier Grand Prix de F1 de sa carrière pour Howden Ganley, victime d'une rupture de suspension de sa Maki lors des essais qui provoque une violente sortie de piste et lui brise les deux chevilles.